# Viaducto de Paso Molino
El viaducto de Paso Molino o viaducto de Agraciada es un puente sobre la Avenida Agraciada de la ciudad de Montevideo. Este viaducto pasa por encima del ramal principal de la vía férrea que parte de la capital de Uruguay. Se encuentra ubicado en el barrio Paso Molino.

## Antecedentes

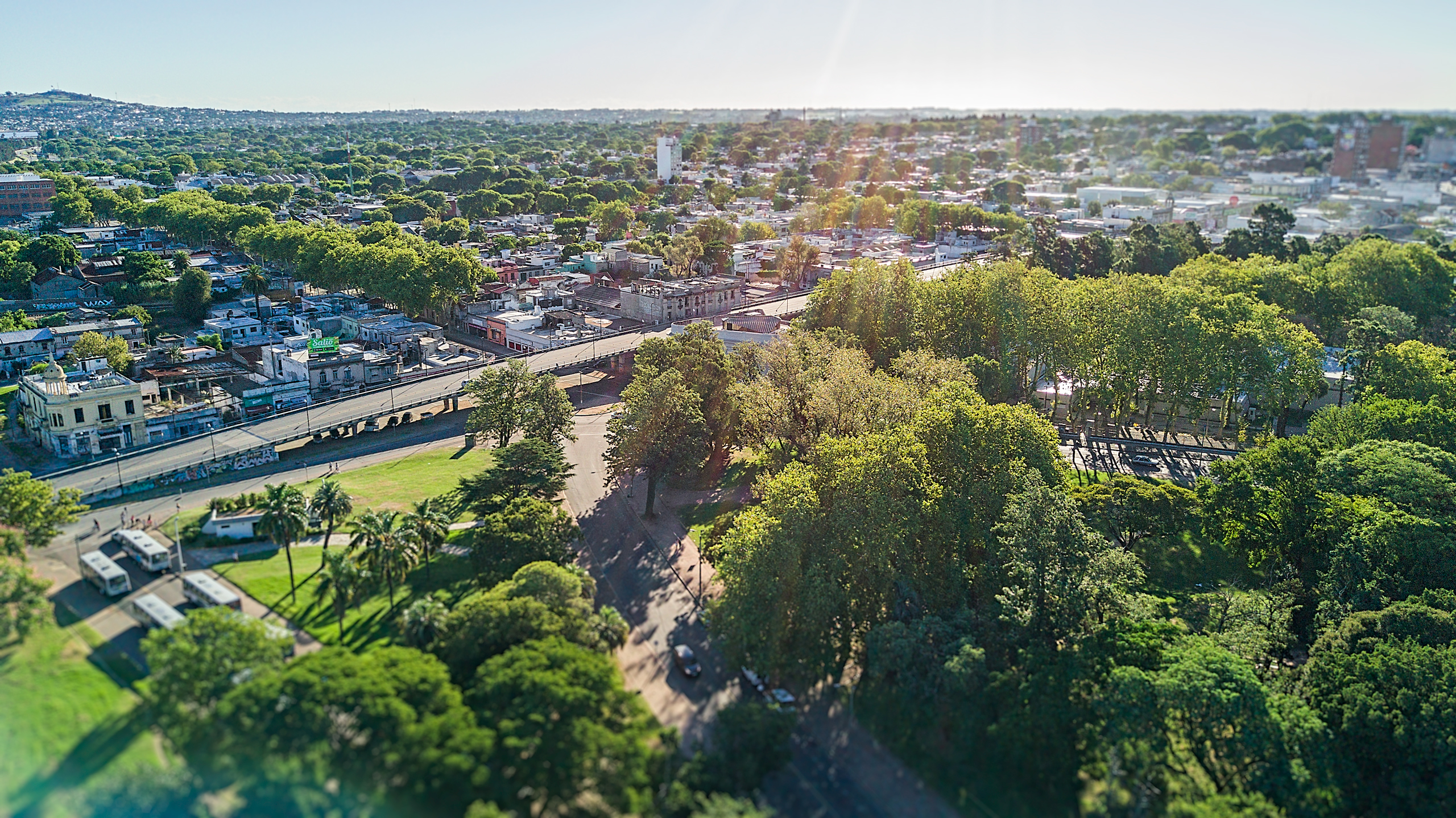
Vista del Viaducto de Paso Molino

Debido al congestionamiento de la Avenida Agraciada en la intersección de Paso Molino, dada a la ubicación del cruce del principal ramal ferroviario de Uruguay, y que la avenida para ese entonces era el principal acceso a Montevideo desde la rutas 1 y 5 en los años treinta surge la necesidad de construir un paso a desnivel sobre la avenida Agraciada. El primer puente proyectado se trataba de una estructura ferroviaria de grandes proporciones, la cual debía ser fabricada en Europa e importada al país. Para la construcción de dicha estructura debió esperarse hasta junio de 1945, en el ocaso de la Segunda Guerra Mundial, para solicitar a Alemania la construcción y ensamblaje de un gigantesco viaducto ferroviario de metal.
Hacia los años cincuenta, el entonces Consejo Departamental de Montevideo decide encargarle a la recientemente estatizada Administración de Ferrocarriles del Estado que se hiciera cargo de la construcción de la estructura de metal solicitada a Alemania. Debido a la difícil situación económica de aquella época, la empresa estatal AFE no pudo encargarse del gasto sideral que implicaba la instalación y ensamblaje de dicha estructura una vez llegada al país en 1954. Por lo que la estructura permaneció a la intemperie durante 54 años en terreno baldío, hasta que en 2008 sería rematado.
La idea de un paso a nivel, sin embargo, permaneció, así que esta vez se cambiaron los roles, pues en lugar de construir un viaducto ferroviario, se pensó en un viaducto carretero.

## Construcción
El proyecto del nuevo viaducto carretero comenzó a construirse en 1961, las obras del mismo durarían nueve años, siendo inaugurado el 19 de junio de 1970, siendo intendente de Montevideo Oscar Víctor Rachetti. El mismo está levantado sobre la  avenida Agraciada entre las calles Pablo Zufriategui y Emilio Romero,  fue diseñado para agilizar la circulación de vehículos en la zona en un momento en que había una alta frecuencia en el transporte ferroviario.
En el momento de la construcción de la obra se generó gran polémica entre los comerciantes de la zona ya que, se sostenía, el viaducto perjudicaría a aquellos comercios que quedaran debajo. Sin embargo, la avenida Agraciada ha mantenido su densidad comercial.
En los años setenta la avenida Agraciada y por ende el Viaducto dejaron de ser los principales accesos a la capital desde las rutas 1 y 5, ya que fueron sustuidos por los nuevos accesos a Montevideo. 
En el año 2011 la Intendencia de Montevideo debió realizar  obras para la refacción del viaducto, ya que peligraba su estructura.

## Actualidad

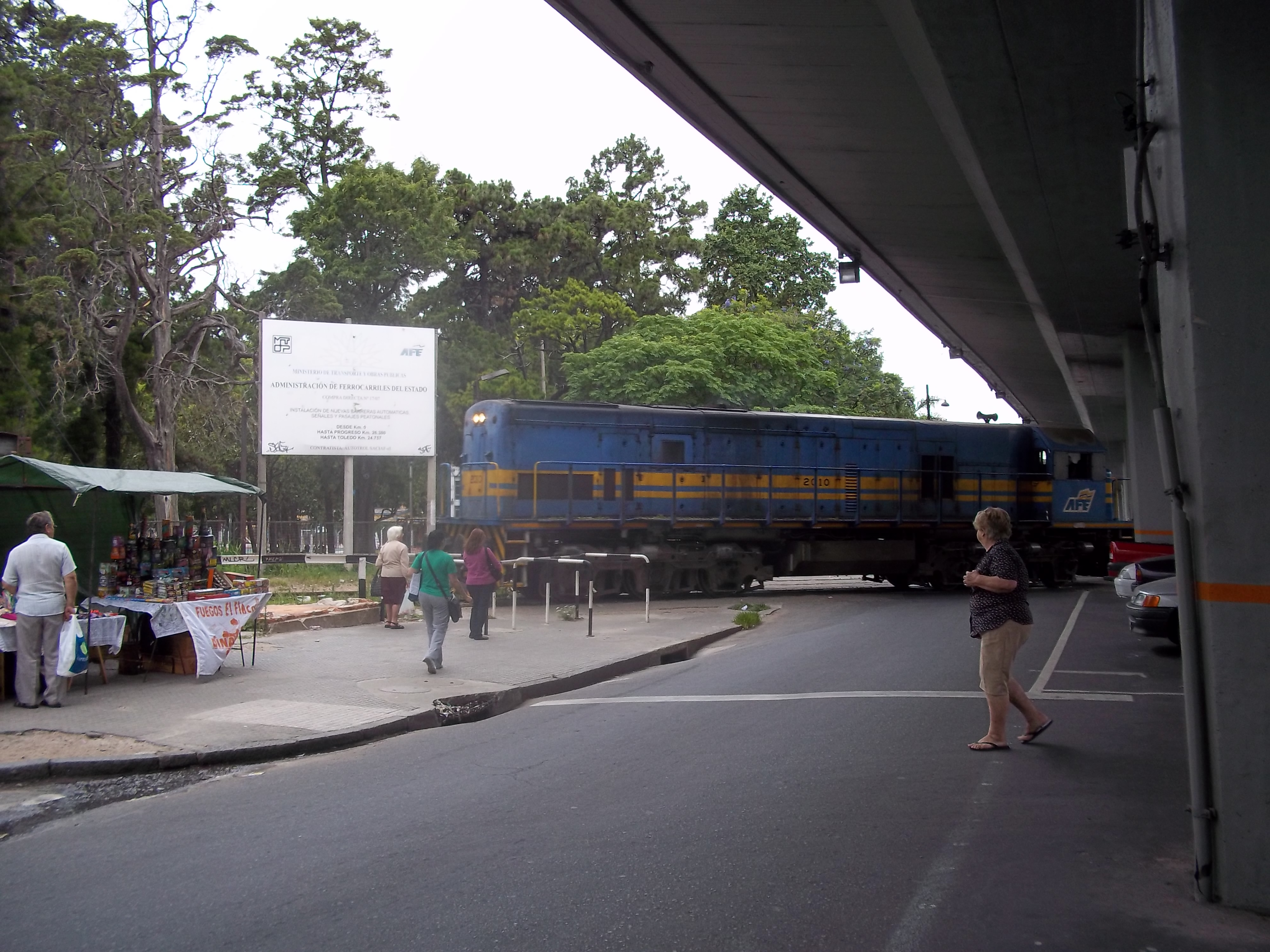
Locomotora circulando por el paso a nivel por debajo del viaducto de Paso Molino.

El 15 de junio de 2019 dejaron de circular  todas las frecuencias de ferrocarril con motivo del comienzo de la obra del Ferrocarril Central.
En octubre de 2019 el viaducto fue intervenido con imágenes y rostros de personas destacadas de la zona.